# Pg.99
pg.99 (zapisywane także pg. 99, pageninetynine lub Page 99) to zespół hardcore/screamo ze Sterling na przedmieściach Waszyngtonu w USA. Zespół został założony przez sześciu członków zimą 1998, następnie rozrósł się do ośmioosobowego. Grupa często zmieniała członków, zagrała nawet w 14-osobowym składzie. Pg. 99 było znane z szokujących koncertów, które regularnie wymagały interwencji pogotowia. 
W Connecticut pg. 99 grało "koncerty tematyczne", na których członkowie widowni zbierali się w kole przebrani adekwatnie do tematu wieczoru. Do przykładowych tematów należy "mosh w makaronie", "Braveheart mosh" gdzie widownia była przebrana za szkockich wojowników, a także zniesławiony "mosh - walka na poduszki" gdzie prawie połowa uczestników koncertu była ubrana w piżamy i walczyła ze sobą na poduszki.
Po kilku trasach po USA i Europie oraz wydaniu licznych płyt, zespół rozpadł się w maju 2003.

## Członkowie
- Blake Midgette - wokal (Documents #1-13)
- Chris Taylor - wokal (Documents #1-13)
- Mike "Prophet" Taylor - gitara (Documents #1-13)
- George Crum - gitara (Documents #1-9, 12-13)
- Mike Casto - gitara (Documents #3-10)
- Johnathan Moore - gitara (Documents #12-13)
- Johnny Ward - perkusja (Documents #1-13)
- T.L. Smoot - bass (Documents #1-4)
- Cory Stevenson - bass (Documents #5-8)
- Brandon Evans - bass (Documents #8-13)
- Kevin Longendyke - bass (Documents #9, 12-13), gitara (Document #10)
- Mike Widman - bass (Document #10)

## Powiązane zespoły
- Mike T., Chris i Johnny założyli Pygmylush.
- Cory i George założyli High Speed Changer.
- Mike T. i Kevin grają obecnie w Haram.
- Brandon założył Ghastly City Sleep.
- Kevin i Brandon grali też w City of Caterpillar.
- Johnny był także koncertowym perkusistą City Of Caterpillar.
- Mike T. i Chris założyli Mannequin.
- Chris, Jonathan i Kevin założyli Malady.
- Cory założył Corn on Macabre.
- George gra obecnie w Forensics.

## Dyskografia
- Document #1 - Demo kaseta (wydana przez zespół, 1998)
- Document #2 - Split 7" z Enemy Soil (Sacapuntas Records, 1998)
- Document #3 - Split 7" z Reactor No. 7 (Robodog Records, 1999)
- Document #4 - Tour 6" (Robodog Records, 1999)
- Document #5 - LP/CD (Reptilian Records, 2000)
- Document #6 - Split 7" z Process is Dead (Witching Hour Records, 2001)
- Document #7 - LP/CD EP (Magic Bullet Records/Happy Couples Never Last, 2001)
- Document #8 - CD/10"/LP (Robotic Empire/Electric Human Project/Scene Police, 2001)
- Document #9 - A Split Personality, Split 7" z City of Caterpillar (Level Plane Records, 2001)
- Document #10 - Do You Need A Play To Stay? - Split Live CD/LP z Waifle (Magic Bullet Records, 2002)
- Document #11 - 7", ponowne wydanie Documents #3 i #4 (Robotic Empire, 2002)
- Document #12 - Split CD/LP z Majority Rule (Magic Bullet Records, 2002)
- Document #13 - Pyramids in Cloth, Split 7" z Circle Takes the Square (Perpetual Motion Machine Records, 2002)
- Document #14 - Singles - CD zawierające wszystkie utwory z winyli/kompilacji/dema (Reptilian Records, 2003)